# Kojátky

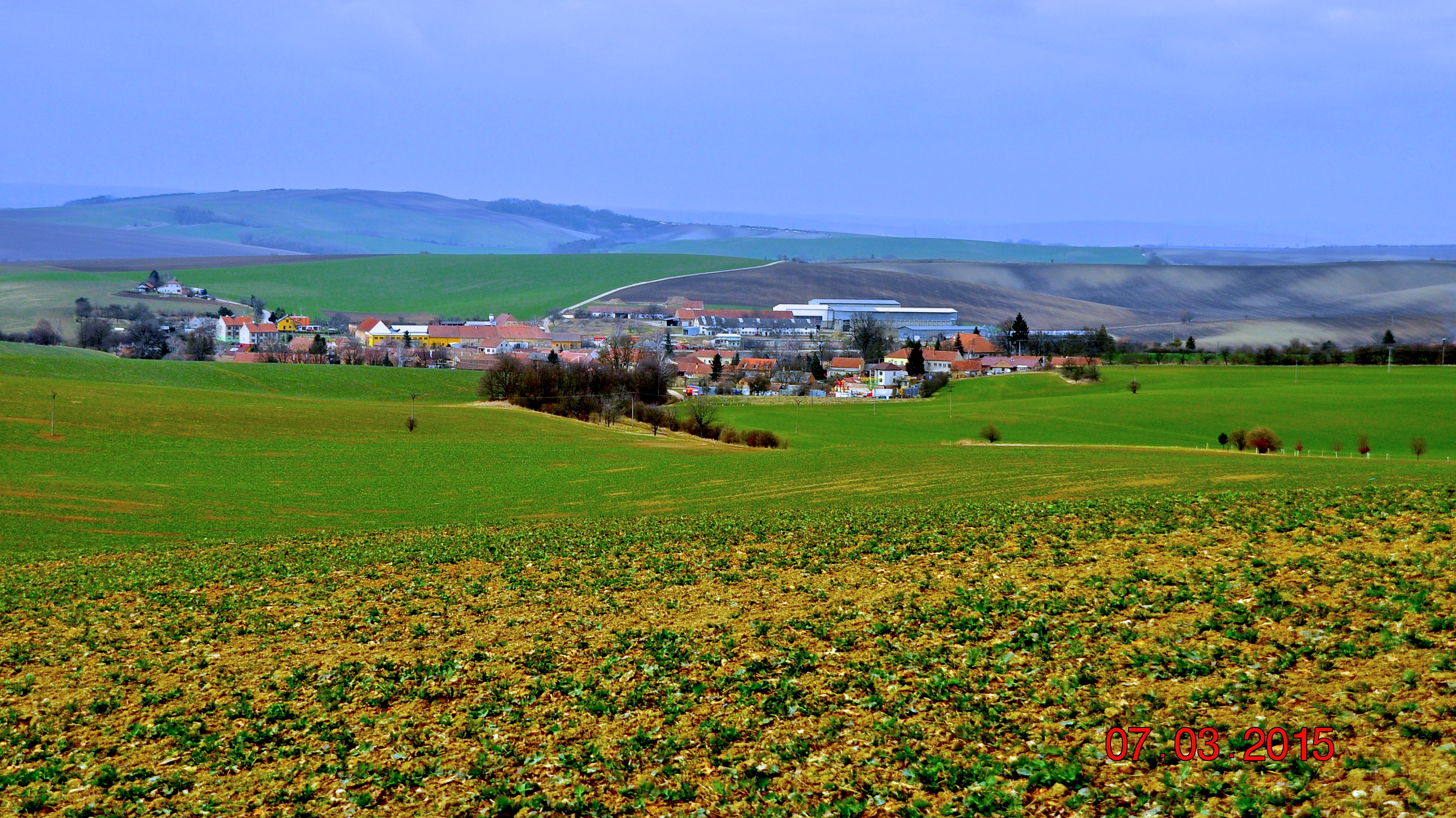
Kojátky Ortsteil Sardičky (2015)

Kojátky (deutsch Kojatek) ist eine Gemeinde in Tschechien. Sie liegt drei Kilometer nordöstlich von Bučovice und gehört dem Okres Vyškov an.

## Geschichte
Die Gegend war bereits zur Bronzezeit bewohnt. Das Dorf wurde das erste Mal 1358 unter dem Namen Kojata erwähnt (der Ortsteil Sardičky im Jahr 1356) und gehörte zu dieser Zeit dem Herren Beneš von Kvasice. Seine Witwe verkaufte das Dorf dann an Oto Stošov von Bránice, der weitere Gemeinden in der Gegend hinzukaufte. 1693 ging das Dorf an den Ritter Bernard Brabanský von Chobřan, der auch 1714 Šardičky erwarb. Das Dorf wechselte immer wieder die Besitzer. 1886 kam es zu Bučovice und 1992 wurde es wieder eine eigene Gemeinde.

## Gemeindegliederung
Zu Gemeinde Kojátky gehört der Ortsteil Šardičky (Klein Schraditz).

## Persönlichkeiten
- František Götz (1894–1974), Professor auf DAMU und der philosophischen Fakultät der Karls-Universität in Prag, Rektor der Prager Stadttheater und Dramaturg des Národní divadlo (Nationaltheater)
- In Šardičky wurde Jaroslav Vykoupil, dreifacher Meister Tschechiens in der Leichtathletik geboren, der siebzehn tschechische Rekorde brach. Er war Mitglied des Olympischen Nationalkomitees.